# 塞爾維亞-克羅埃西亞語維基百科
塞爾維亞-克羅埃西亞語維基百科是維基百科協作計劃的塞爾維亞-克羅埃西亞語版本，由非營利組織──維基媒體基金會維持負責。目前是各語言維基百科計劃中，規模排名第59（依條目量計算）的維基百科。計劃開始於2001年，至2024年1月已有超過458,816個條目。
塞尔维亚-克罗地亚语的不同标准化变种也有各自獨立的维基百科版本，例如波斯尼亚语維基百科、克罗地亚语維基百科和塞尔维亚语維基百科。塞尔维亚-克罗地亚语維基百科的源代碼是用拉丁字母编写的，不過用戶可以把拉丁字母轉換成西里尔字母。

## 外部連結
- 塞爾維亞-克羅埃西亞語維基百科 （页面存档备份，存于）